# Унія (хокейний клуб)
«Унія» (пол. Unia Oświęcim) — хокейний клуб з м. Освенцим, Польща. Заснований у 1946 році. Виступає у чемпіонаті Польської Екстраліги.
Чемпіон Польщі (1992, 1998, 1999, 2000, 2001, 2002, 2003, 2004, 2024), срібний призер (1991, 1993, 1994, 1995, 1996, 1997, 2005), бронзовий призер (2011, 2023). Володар Кубка Польщі (2000, 2003), фіналіст (2002, 2011).
Домашні ігри команда проводить у Льодовій залі «МОЗіР» (3,500). Офіційні кольори клубу синій і білий.
Найсильніші гравці різних років:
- воротарі: Томаш Яворський;
- захисники: Анджей Кондзьолка, Марек Холева, Себастьян Гонера;
- нападаники: Анджей Забава, Маріуш Пузіо, Даріуш Платек, Марек Стебніцький, Войцех Ткач, Вальдемар Клісяк, Лешек Ляшкевич.